# Podocarpus hispaniolensis
Podocarpus hispaniolensis är en barrträdart som beskrevs av De Laub. Podocarpus hispaniolensis ingår i släktet Podocarpus och familjen Podocarpaceae. IUCN kategoriserar arten globalt som starkt hotad. Inga underarter finns listade i Catalogue of Life.